# جون فايل
جون فايل (بالإنجليزية: John Vale)‏ هو ضابط أمريكي، ولد في 9 أغسطس 1835 في لندن في المملكة المتحدة، وتوفي في 4 فبراير 1909 في دافنبورت في الولايات المتحدة.